# Šujica (Tomislavgrad, BiH)
Šujica (rabi se i naziv Šuica) je naseljeno mjesto u općini Tomislavgrad, Federacija Bosne i Hercegovine, BiH.
Naselje je nazvano po rijeci Šujici. Sam naziv Šujica označava ne samo naselje Šujicu već i cijelo područje gornjeg toka rijeke Šujice (Šujička dolina) u kojem se nalazi nekoliko naselja unutar mjesne zajednice Šujica na povijesnom raskrižju Bosne, Dalmacije i Hercegovine.

## Zemljopis
Šuica i Šuička dolina nalaze se na zapadu Bosne i Hercegovine unutar zemljopisno-povijesne pokrajine Tropolje, ugnježdeni između planina Dinarskih Alpi. Reljefno dolina se na sjeveru kroz Malovanski prijevoj otvara prema Kupreškom polju, a na jugu kroz kanjon rijeke Šujice prema Duvanjskom polju. Prema zapadu se uzdižu planine Cincar, Malovan i visoravan Krug, a prema istoku planina Stražbenica.
Kroz naselje protiče ponornica Šujica. Šujica je udaljena 15 km od Tomislavgrada, 24 km od Livna te 24 km Kupresa.

## Povijest

### Od antike do otomanske vlasti
Područje Šujičke doline naseljeno je najkasnije od doba ilirskih plemena. Među arheološkim ostatcima ilirskog plemena Dalmata, kojima se središte nalazilo na području današnjeg Tomislavgrada, u dolini se nalazi nekoliko grobova. Više arheoloških ostataka potječe iz doba antičke rimske vlasti, među kojima su danas najvidljiviji ostaci trgovačko-vojne antičke ceste koje je povezivala lučki grad Salonu sa Servitiumom. Cesta je prolazila istočno od klisure Stržanj podno koje se nalazi izvor rijeke Šujice. Na klisuri se nalaze ostatci antičke tvrđave koja je služila kao stražarska kula sve kroz srednji vijek i otomansko doba. Stržanj je jedna od mogućih lokacija antičkog Stridona, rodnog mjesta svetog Jeronima.
Nakon pada Zapadnog Rimskog Carstva u 5. stoljeću ovo područje nalazi se isprva u Ostrogotskom kraljevstvu do polovice 6. stoljeća, te zatim unutar nominalne vlasti Bizanta sve do dolaska Slavena u 7. stoljeću. Kroz rani srednji vijek područje današnje Šujice pripada Livanjskoj županiji u Hrvatskom Kraljevstvu. Godine 1326. vlast bosanskih kraljeva proteže se na Tropolje (Duvno, Glamoč i Livno), a time i na Šuicu. Od tada ova geografska i kulturna podcjelina nosi i nazive Zapadne strane ili Završje.
Otomansko Carstvo osvojit će Šujicu početkom 16. stoljeća. Upravo je tada po prvi put zabilježeno samo ime Šujica, u otomanskom popisu poreznih obveznika iz 1516. godine. Šujica se spominje kao naselje u nahiji Kupres u Neretvanskom kadiluku. Popis bilježi sedam kršćanskih domova u Šujici. Petnaest godina kasnije, drugi popis spominje 34 stanovnika Šujice koji služe kao čuvari klisure (najvjerojatnije Stržanja) i kao takvi oslobođeni su od svih poreza osim poreza na žitarice.
Godine 1550. zabilježeno je da je na svom putovanju u Istanbul, u vrlo ugodnom gostinjcu u naselju Svizza odsjeo venecijanski veleposlanik Catarino Zeno.
Otomanski pisac Evlija Čelebi opisuje Šujicu godine 1660. kao maleno selo na prostranoj i plodnoj dolini, a Šuičane kao vrlo srčane i hrabre.
Biskup Pavao Dragičević koji je bio u pastirskom pohodu ugašenoj Duvanjskoj biskupiji 1741. i 1742. godine piše o 5 domova s 46 stanovnika u naselju Suiza, dok već 1768. biskup Marijan Bogdanović piše o 14 domova s 161 stanovnikom. Šematizam Hercegovačke franjevačke provincije iz 1867. godine bilježi da se na šujičkom području nalaze naselja Šujica (s 250 stanovnika), Bogdašić (s 108 stanovnika), Malovan (s 28 stanovnika), Rilić (s 221 stanovnikom), Baljci (s 23 stanovnika) i Galečić (s 25 stanovnika)

### Austrijska vlast i 20. stoljeće
Konačno 1881. godine, nakon Berlinskog kongresa, Šuica dolazi pod upravu Austro-Ugarske Monarhije. Cjelovito pripajanje izvršeno je 1908. godine. Administrativnom podjelom Šuica je pripala Travničkoj oblasti. Austrougarska vlast donijela je otvaranje prve školske ustanove u Šujici, godine 1896.
Nakon Prvog svjetskog rata raspadom Austro-Ugarske Monarhije, stvorena je Država Slovenaca, Hrvata i Srba kojoj će Šujica tijekom njezinog kratkog vijeka pripadati i s njom nakon ujedinjena s Kraljevinom Srbijom postati dio Kraljevine Srba, Hrvata i Slovenaca. Sve do ustavnih promjena 1929. Šujica pripada Travničkoj oblasti, a nakon 1929. kada Kraljevina mijenja ime u Kraljevina Jugoslaviji Šujica je dio Primorske banovine. Godine 1939. ujedinjenjem Savske i Primorske banovine stvorena je Banovina Hrvatska. Tijekom ratnih zbivanja Drugog svjetskog rata, iako je nominalno dio velike župe Pliva-Rama unutar Nezavisne Hrvatske Države, Šujica je velikim dijelom rata bila pod upravom partizanskog pokreta. Krajem rata 1945. Šujica je pripala Socijalističkoj Republici Bosni i Hercegovini, tj. njezinom kotaru Livno.
Dana 5. svibnja 1991. godine dok se u Hrvatskoj započinjao Domovinski rat, a u Bosni i Hercegovini političko i međuetničko stanje postajalo sve napetije, Šuičani su blokirali državnu cestu i zaustavili ulazak tenkova Jugoslavenske narodne armije u Livno. Tijekom rata u Bosni i Hercegovini (1992. – 1995.) Šuica se nalazila na bojišnoj liniji. Hrvatske snage koje su se nalazile u Šuici uspjele su zaustaviti jugoslavenske i srpske snage nakon njihove pobjede u bitci za Kupres 1992. godine čime je zaustavljen njihov prodor prema Livnu, Splitu i dalmatinskoj obali. Rat je Šuici donio brojne ljudske žrtve i materijalne štete.

## Stanovništvo

### Popisi 1971. – 1991.
| Šujica             |                |                |                |
| godina popisa      | '1991. '       | 1981.          | 1971.          |
| Hrvati             | 1313 (90,80 %) | 1345 (90,81 %) | 1365 (90,87 %) |
| Muslimani          | 119 (8,22 %)   | 123 (8,30 %)   | 121 (8,05 %)   |
| Srbi               | 2 (0,13 %)     | 3 (0,20 %)     | 12 (0,79 %)    |
| Jugoslaveni        | 3 (0,20 %)     | 6 (0,40 %)     | 0              |
| ostali i nepoznato | 9 (0,62 %)     | 4 (0,27 %)     | 4 (0,26 %)     |
| ukupno             | 1446           | 1481           | 1502           |

### Popis 2013.
| Šujica             |                |
| godina popisa      | 2013.          |
| Hrvati             | 1.688 (94,88%) |
| Bošnjaci           | 85 (4,84%)     |
| Srbi               | 2 (0,11%)      |
| ostali i nepoznato | 3 (0,17%)      |
| ukupno             | 1.758          |

## Društveni život
Među značajnijim društvenim institucijama je rimokatolička župna zajednica svetog Antuna Padovanskog koja okuplja većinu stanovništva u promicanju i življenju duhovnih i društvenih vrijednosti. Središte okupljana župne zajednice je crkva svetog Antuna Padovanskog u samom naselju Šuica izgrađena 1969. nakon rušenja stare kamene crkve iz 1872.
Rimokatolička zajednica održava tri groblja : Kolakovo groblje, groblje Galečić i Miočevo groblje.
Kulturne organizacije Hrvatsko kulturno-umjetničko društvo "Sveti Jeronim" i Hrvatsko kulturno-umjetničko društvo "Sitan tanac" nositelji su kulturnog života mjesne zajednice. Većina kulturnih zbivanja događa se u zgradi Hrvatskog doma "Stjepan Radić"

### Šport
U mjesnoj zajednici postoji nogometni klub Šujica, osnovan 16. listopada 1972., koji se natječe u međužupanijskoj ligi Hercegbosanske i Zapadnohercegovačke županije.
Godine 2008. osnovan je taekwondo klub Šujica.
Od 2007. godine održava se i Šujički polumaraton, trkački polumaraton, koji kreće od Kupres, prolazi preko Kupreškog polja i završava u Šujici. Među poznatijim sudionicima su Lisa Nemec, Đuro Kodžo, Milan Bandić i Marija Vrajić.

## Mjesna zajednica Šujica
Mjesna zajednica Šujica najsjevernija je od 29 mjesnih zajednica općine Tomislavgrad. Na području mjesne zajednice nalaze se tri naseljena i jedno napušteno naselje :
| Grb | Naselje  | Zaselci                                                                          | Stanovništvo (1991.) | Stanovništvo (2013.) |
| --- | -------- | -------------------------------------------------------------------------------- | -------------------- | -------------------- |
|     | Šujica   | Novo selo, Solila, Brdina, Dolac, Podgaj, Potkula, Miočevo selo, Šarampov, Draga | 1446                 | 1758                 |
|     | Bogdašić | Gluščevine, Stržanj, Blatančići                                                  | 404                  | 346                  |
|     | Galečić  | Mali Galečić, Veliki Galečić                                                     | 280                  | 279                  |
|     | Baljci   |                                                                                  | 43                   | -                    |

## Poznate osobe
- Ivić Pašalić, hrvatski političar
- Franjo Nevistić, hrvatsko-argentinski novinar, pisac i političar

## Vanjske poveznice
- Satelitska snimka  Arhivirana inačica izvorne stranice od 23. ožujka 2021. (Wayback Machine)